# Cerrito de Dolores
Cerrito de Dolores är en ort i Mexiko.   Den ligger i kommunen Pinos och delstaten Zacatecas, i den centrala delen av landet, 400 km nordväst om huvudstaden Mexico City. Cerrito de Dolores ligger 2 136 meter över havet och antalet invånare är 444.
Terrängen runt Cerrito de Dolores är kuperad åt sydväst, men åt nordost är den platt. Runt Cerrito de Dolores är det glesbefolkat, med 19 invånare per kvadratkilometer. Närmaste större samhälle är Colonia la Laborcilla, 15,9 km sydost om Cerrito de Dolores. Trakten runt Cerrito de Dolores består till största delen av jordbruksmark.